# Perspiria mokii
Perspiria mokii is een rondwormensoort uit de familie van de Desmodoridae. De wetenschappelijke naam van de soort is voor het eerst geldig gepubliceerd in 1987 door Coles.